# رابرت میسک
رابرت میسک (انگلیسی: Robert Maysack; ۲۵ نوامبر ۱۸۷۲ – ۲۴ دسامبر ۱۹۶۰) ژیمناست هنری و سه‌گانه اهل آلمان بود.